# Dexia ogoa
Dexia ogoa är en tvåvingeart som först beskrevs av Walker 1849.  Dexia ogoa ingår i släktet Dexia och familjen parasitflugor. Inga underarter finns listade i Catalogue of Life.